# Les chemins de ma maison tournée
Les chemins de ma maison tournée è la prima tournée in assoluto della cantante pop canadese Céline Dion, realizzata all'età di 15 anni per il lancio dell'album Les chemins de ma maison; è stato un tour interno al Québec che ha toccato, fra le altre, città come Rimouski e Chicoutimi. Nel 1984 parti del tour sono state mostrate nello special tv Sur les chemins de ma maison.